# Yoko Shimomura
Yoko Shimomura (下村 陽子 Shimomura Yōko?), född den 19 oktober 1967, är en japansk videospelskompositör. Hon är känd för att ha skapat musiken till Street Fighter II, Kingdom Hearts, Parasite Eve och Super Mario RPG: Legend of the Seven Stars. Hennes karriär började på 1980-talet då hon komponerade musik åt det japanska företaget Capcom.

## Diskografi

### Kompositioner
- Samurai Sword (1988)
- Final Fight (1989) – med Yoshihiro Sakaguchi
- Code Name: Viper (1990) – med Junko Tamiya
- Adventure Quiz Capcom World: Hatena no Daibouken (1990) – med Yoshihiro Sakaguchi, Manami Matsumae, Junko Tamiya, Hiromitsu Takaoka och G. Morita
- Gargoyle's Quest (1990) – med Harumi Fujita
- Adventures in the Magic Kingdom (1990)
- Mizushima Shinji no Daikoushien (1990)
- Nemo (1990)
- Mahjong School: The Super O Version (1990) – med Masaki Izutani
- Street Fighter II (1991) – med Isao Abe
- Buster Bros. (PC Engine) (1991) – med Tamayo Kawamoto
- The King of Dragons (1991)
- Block Block (1991) – med Masaki Izutani
- Varth: Operation Thunderstorm (1992) – med Masaki Izutani och Toshio Kajino
- Mega Man 5 (1992)
- Breath of Fire I (1993) – med Yasuyuki Fujita, Minae Fujii och Mari Yamaguchi
- The Punisher (1993) – med Isao Abe
- Live A Live (1994)
- Front Mission (1995) – med Noriko Matsueda
- Super Mario RPG: Legend of the Seven Stars (1996)
- Tobal No. 1 (1996) – med andra
- Parasite Eve (1998)
- Legend of Mana (1999)
- Chocobo Stallion (1999)
- Hataraku Chocobo (2000)
- Kingdom Hearts (2002)
- Mario & Luigi: Superstar Saga (2003)
- Kingdom Hearts: Chain of Memories (2004)
- Pop'n Music Carnival (13) (2005)
- Mario & Luigi: Partners in Time (2005)
- Kingdom Hearts II (2005)
- Monster Kingdom: Jewel Summoner (2006) – med andra
- Heroes of Mana (2007)
- Luminous Arc 2 (2008) – med Akari Kaida, Yoshino Aoki och Shunsuke Nakamura
- Mario & Luigi: Bowser's Inside Story (2009)
- Kingdom Hearts 358/2 Days (2009)
- Pop'n Music The Movie (17) (2009) – med andra
- Kingdom Hearts Birth by Sleep (2010) – med Tsuyoshi Sekito och Takeharu Ishimoto
- Kingdom Hearts coded (2010)
- Xenoblade Chronicles (2010) – med ACE+, Manami Kiyota och Yasunori Mitsuda
- Last Ranker (2010)
- Kingdom Hearts Re:coded (2010)
- Radiant Historia (2010)
- The 3rd Birthday (2010) – med Tsuyoshi Sekito och Mitsuto Suzuki
- Half-Minute Hero II (2011) – med andra
- Kingdom Hearts 3D: Dream Drop Distance (2012) – med Tsuyoshi Sekito och Takeharu Ishimoto
- Demons' Score (2012) – med andra
- Mario & Luigi: Dream Team Bros. (2013)
- Final Fantasy XV (2016)
- Kingdom Hearts III (2019)

### Arrangemang
- F-1 Dream (PC Engine) (1989)
- Sweet Home (1989)
- Super Smash Bros. Brawl (2008)
- Little King's Story (2009)